# Мислодежда
Мисло̀дежда (на македонска литературна норма: Мислодежда; на албански: Misllodezhdi) е село в Северна Македония, в община Струга.

## География
Селото е разположено в югозападните поли на планината Караорман.

## История

### Етимология
Според академик Иван Дуриданов името е първоначалното притежателно прилагателно със суфикс -ja (според вьсь „село“) от личното име *Мыслодѣдъ.

### В Османската империя
В XIX век Мислодежда е албанско село в Охридска каза на Османската империя. В „Етнография на вилаетите Адрианопол, Монастир и Салоника“, издадена в Константинопол в 1878 година и отразяваща статистиката на населението от 1873 година, Мислошча (Mislostcha) е посочено като село с 14 домакинства, като жителите му са 36 мюсюлмани.
Според статистиката на Васил Кънчов („Македония. Етнография и статистика“) в 1900 година Мислодежда има 300 жители арнаути мохамедани.
На Етнографската карта на Битолския вилает на Картографския институт в София от 1901 година Мисложда е чисто албанско село в Охридската каза на Битолския санджак с 60 къщи.

### В Сърбия, Югославия и Северна Македония
След Междусъюзническата война в 1913 година селото попада в Сърбия.
Според преброяването от 2002 година селото има 720 жители.
| Националност     | Всичко |
| северномакедонци | 1      |
| албанци          | 717    |
| турци            | 0      |
| роми             | 0      |
| власи            | 0      |
| сърби            | 0      |
| бошняци          | 0      |
| други            | 2      |